# Pijpbloemfamilie
De Pijpbloemfamilie (Aristolochiaceae) is een familie van bedektzadigen. De planten worden vaak door vliegen bestoven. Daarop aangepast verspreiden veel soorten een onaangename geur.
Veel Aristolochia-soorten en sommige Asarum-soorten bevatten een giftige stof, aristolochiazuur. Bij mensen is die zeer giftig voor de nieren (nefrotoxisch) en kankerverwekkend. De stof weerhoudt ook herbivoren van het consumeren van deze planten. Vlinders uit de familie Papilionidae, zoals de pijpbloemapollo, leggen hun eitjes op Aristolochia-soorten. Hun larven eten de plant, maar hebben geen last van het gif en genieten als volwassen vlinder bescherming tegen predatoren.
De familie komt met ruim vierhonderd soorten wereldwijd voor, behalve in arctische streken. In Nederland komt alleen de pijpbloem (Aristolochia clematitis) voor.
Overige geslachten:
- Asarum
- Euglypha
- Holostylis
- Isotrema
- Pararistolochia
- Saruma
- Thottea

In het Cronquist-systeem (1981) werd deze familie in een eigen orde, Aristolochiales, geplaatst. In het APG III-systeem (2009) zijn ze gesitueerd in de orde Piperales.